# Dragi Stamenković
Miodrag „Dragi“ Stamenković (serbisch-kyrillisch Миодраг Драги Стаменковић; * 29. Februar 1920 in Leskovac, Königreich der Serben, Kroaten und Slowenen; † 17. Februar 2004 in Belgrad, Serbien) war ein Politiker des Bundes der Kommunisten Jugoslawiens (BdKJ) in der Sozialistischen Föderativen Republik Jugoslawien (SFRJ), der unter anderem zwischen 1964 und 1967 als Präsident des Exekutivrates Ministerpräsident der Sozialistischen Republik Serbien war.

## Leben
Miodrag „Dragi“ Stamenković wurde 1935 Mitglied der Vereinigten Arbeitergewerkschaft Jugoslawiens sowie 1937 Mitglied der damaligen Kommunistischen Partei Jugoslawiens. Er war ferner Mitglied der Liga der Kommunistischen Jugend Jugoslawiens und schloss sich während des Zweiten Weltkrieges der Partisanenbewegung Volksbefreiungsarmee NOV an. Zugleich engagierte er sich zwischen 1942 und 1945 als Vorsitzender der Kommunistischen Jugend Serbiens. Nach Kriegsende und Gründung der Sozialistischen Föderativen Republik Jugoslawien (SFRJ) fungierte zwischen 1947 und 1951 als Sekretär der Kommunistischen Partei in Belgrad. Zugleich war als Nachfolger von Jovan Veselinov von 1948 bis zu seiner Ablösung durch Dušan Petrović 1949 auch Sekretär für Organisation der Kommunistischen Partei Serbiens. Im Anschluss fungierte er kurzzeitig zwischen April und Oktober 1951 als Minister für Energie und Rohstoffindustrie in der serbischen Regierung von Ministerpräsident Petar Stambolić.
Nach seinem Ausscheiden aus der serbischen Regierung wurde Dragi Stamenković 1952 Präsident des Serbischen Gewerkschaftsbundes und bekleidete diese Funktion bis 1964. Zugleich fungierte er als Vizepräsident des Jugoslawischen Gewerkschaftsbundes SSJ (Savez sindikata Jugoslavije). Er galt als Anhänger von Josip Broz Tito und warf 1962 während einer Sitzung des Zentralkomitees (ZK) des BdKJ dem Sekretär des Bundes der Kommunisten Sloweniens Miha Marinko vor, von der Linie Titos abgewichen zu sein. Er argumentierte, dass Marinko absichtlich über Themen sprach, die nicht auf der Tagesordnung standen – die Produktivität der Arbeit –, während er Tito nicht ausreichend unterstützte. Danach war er zwischen 1964 und 1965 abermals Sekretär der Kommunistischen Partei von Belgrad. 
Nach dem mysteriösen Tod von Slobodan Penezić Krcun bei einem Verkehrsunfall am 6. November 1964 und der darauf folgenden kommissarischen Amtsführung von Stevan Doronjski übernahm Stamenković am 17. November 1964 den Posten als Präsident des Exekutivrates der Sozialistischen Republik Serbien (Izvršno veće Skupštine SR Srbije) und war damit bis zu seiner Ablösung durch Đurica Jojkić am 6. Mai 1967 Ministerpräsident der Serbischen Teilrepublik. Er war Absolvent der Höheren Parteischule „Đuro Đaković“. Im Anschluss fungierte er zwischen 1967 und 1971 als Präsident der Sozialistischen Allianz der Werktätigen Jugoslawiens SZDLJ (Socialistična zveza delovnega ljudstva Jugoslavije). In dieser Funktion sah er den Einmarsch von Truppen des Warschauer Paktes sowie insbesondere der Sowjetarmee zur Niederschlagung des Prager Frühlings als mögliche Bedrohung der Sozialistischen Föderativen Republik Jugoslawien, das selbst der Bewegung der Blockfreien Staaten angehörte. Hierzu führte er aus: „War nicht die Tschechoslowakei nur die erste Etappe auf dem Wege der äußeren Expansion der Sowjet-Union und der Länder, die sie unterstützten? Wenn ja, würde es uns die Geschichte nie verzeihen, wenn wir die Möglichkeit dieser Expansion übersehen und unterbewerten würden.“
1971 wurde Dragi Stamenković neben Koča Popović und Dragoslav Marković als einer der Vertreter Serbiens Mitglied des 23-köpfigen Präsidiums der Sozialistischen Föderativen Republik Jugoslawien und gehörte diesem bis 1974 an. Im Anschluss bekleidete er von 1974 bis 1977 den Posten als Botschafter im Vereinigten Königreich. 
Für seine Verdienste wurde Miodrag „Dragi“ Stamenković mehrmals ausgezeichnet. Am 6. Juni 1953 wurde ihm der Titel Orden des Volkshelden (Orden narodnog heroja) verliehen. Darüber hinaus erhielt er den Orden der Volksbefreiung, den Orden vom jugoslawischen Stern am Schulterband, den Verdienstorden für das Volk, den Orden der Bruderschaft und der Einheit, den Orden der Tapferkeit sowie die Gedenkmedaille der Partisanen von 1941. Nach seinem Tode wurde er auf dem Neuen Friedhof Belgrad beigesetzt.